# Camillo Pace
Camillo Pace (Paglieta, 13 de mayo de 1862 – Pescara, 1948) fue un pastor protestante y educador italiano, conocido por su obra de evangelización y por haber dado a conocer, desde 1930, la existencia de un movimiento de resistencia antinazi protestante en Alemania. 

## Biografía
Nacido en Paglieta (Abruzzo), muy joven a los 17 años se alistó en la Guardia di Finanza. Unos años más tarde, se dedica al comercio.
En Pescara entró en contacto con el protestantismo y la Iglesia de los Hermanos, donde Pace comenzó a estudiar teología. Luego estudió también en Inglaterra, en Londres y Plymouth.
A partir de 1889, Pace comienza una intensa actividad de evangelización en Abruzzo entre Paglieta, Gissi, Lanciano y Pescara. Unos años más tarde, en 1925, se mudó con su esposa Lucia Pace a Florencia, donde se unió al grupo de dirección del Istituto Comandi, un centro de acogida y de educación de niños huérfanos o sin familia fundado en 1876 por Giuseppe Comandi. En 1928 publica un Tratado de religión titulado “Sant’agostino, Vescovo de Hipona e Dottore della Chiesa”.
Dotado de una fuerte personalidad y de un discurso autoritario, desde 1930, con Gino Veronesi, Pace es el director del semanal Ebenezer, un pequeño periódico impreso en el Instituto Commandi que, aunque nacido en el reducido ámbito de la Iglesia de los Hermanos, ofrece escritos abiertos a las ideas más modernas, mostrando interés en la cuestión de la resistencia antinazi protestante en Alemania.
El que durante su juventud, antes de su conversión, estuviera inscrito en la masonería, y el haber afirmado en sus sermones ser contrario a la guerra, hizo que en 1939 fuera acusado de antifascismo, perseguido y confinado en Calabria por el régimen fascista en 1942. Aceptó su destino sin rebelarse, de acuerdo a la voluntad de Dios. Al final de la guerra vuelve a Pescara.
Camillo Pace tuvo cinco hijos, entre ellos Aurelio Pace, miembro del Partito d'Azione en Florencia, historiador de l’UNESCO y padre del artista Joseph Pace, fundador en París del "Filtranisme", y Mario Vonwiller, de la Iglesia de los Hermanos en Suiza.
Murió en 1948 en Pescara en la casa de su hijo Aurelio y de su nuera Franchina Cardile.